# Riera de la Devesa
La Riera de la Devesa és un afluent per l'esquerra del Torrent de l'Arç.
Neix al terme de Sant Pere Sallavinera, entra al terme de la Molsosa i, en un bon tram abans de la seva desembocadura al torrent de l'Arç, és fronterer entre els termes de la Mososa i Calonge de Segarra.